# A katolikus egyház társadalmi tanítása
A katolikus egyház társadalmi tanítása azoknak a társadalmi vonatkozású tanoknak az anyagát jelöli, amelyeket XIII. Leó pápa „Rerum novarum” kezdetű körlevelével kezdődően fogalmazott meg a katolikus egyház. A tanításnak  öt alappillére vanː az emberi méltóság, a szegények különleges szeretete, a szubszidiaritás elve, a közjó, és az igazságosság.